# César Orozco
César Augusto Orozco Guerrero (Lima; 14 de abril de 1930-?) fue un árbitro de fútbol peruano.

## Trayectoria
Comenzó su carrera internacional en el repechaje de Conmebol hacia al Campeonato Sudamericano 1967, arbitrando la victoria de Paraguay sobre Ecuador de 3 goles por 1.
Un año más tarde, estuvo en ambos encuentros de final de la Copa Libertadores 1967, pero como el Racing y Nacional empataron sin goles en ambos juegos, el título se definió en un tercer partido, duelo que ya no arbitró.
Apareció en la Copa América 1975, en el juego del que Colombia venció a Uruguay 3-0 en las semifinales de ida. Su último gran torneo que dirigió fue el mejor, ya que fue la Copa Mundial de Argentina 1978, en el empate a 0 entre Alemania Federal vs Túnez.